# Volley League 2023-2024 (maschile)
La Volley League 2023-2024, 70ª edizione della massima serie del campionato greco di pallavolo maschile, si è svolta dal 28 ottobre 2023 al 22 aprile 2024: al torneo hanno partecipato nove squadre di club greche e la vittoria finale è andata per la trentaduesima volta, la seconda consecutiva, all'Olympiakos.

## Regolamento

### Formula
La formula ha previsto:
- Regular season, disputata con girone all'italiana, con gare di andata e ritorno, per un totale di sedici giornate: le prime quattro classificate hanno avuto accesso ai play-off scudetto, le squadre classificate al quinto e settimo posto hanno avuto accesso ai play-off per il 5º posto, mentre le squadre classificate dall'ottavo al nono posto hanno avuto accesso ai play-out;
- Play-off scudetto, strutturati con semifinali e finale, disputate al meglio di tre vittorie su cinque gare;
- Play-off 5º posto, disputati con girone all'italiana, con gare di andata e ritorno, per un totale di sei giornate con le squadre che hanno mantenuto i punti conquistati nella regular season;
- Play-out, disputati al meglio di tre vittorie su cinque gare: la formazione sconfitta è retrocessa in Pre League.

### Criteri di classifica
Se il risultato finale è stato di 3-0 o 3-1 sono stati assegnati 3 punti alla squadra vincente e 0 a quella sconfitta, se il risultato finale è stato di 3-2 sono stati assegnati 2 punti alla squadra vincente e 1 a quella sconfitta.
L'ordine del posizionamento in classifica è stato definito in base a:
- Punti;
- Numero di partite vinte negli scontri diretti;
- Ratio dei set vinti/persi negli scontri diretti;
- Numero di partite vinte;
- Ratio dei set vinti/persi;
- Ratio dei punti realizzati/subiti

## Squadre partecipanti
Al campionato di Volley League 2023-24 partecipano nove squadre di club greche, tra le quali il Kalamata, promosso dalla Pre League; delle formazioni aventi diritto di partecipazione:
- L'AEK Atene, l'altra neopromossa, non ha ottenuto la licenza di partecipazione a causa dei debiti contratti, venendo escluso dal torneo[2].

| Club              | Stagione | Città      | Impianto                                         | Stagione precedente |
| ----------------- | -------- | ---------- | ------------------------------------------------ | ------------------- |
| Athlos Orestiadas | dettagli | Orestiada  | Kleisto Gymnastīrio Orestiadas Nikolaos Samaras  | 8ª in Volley League |
| Foinikas Syro     | dettagli | Siro       | Kleisto Gymnastīrio Ermoupolīs Dīmītrios Vikelas | 6ª in Volley League |
| Kalamata          | dettagli | Calamata   | Kleisto Gymnastīrio Tenta Kalamatas              | 2ª in Pre League    |
| Kīfisia           | dettagli | Kifisià    | Kleisto Dīmotiko Stadio Iōannīs Zīrinīs          | 5ª in Volley League |
| Milōn             | dettagli | Nea Smyrnī | Gymnastīrio Milōna Kroisos Persīs                | 4ª in Volley League |
| Olympiakos        | dettagli | Il Pireo   | Melina Merkourī Hall                             | Campione di Grecia  |
| Panathīnaïkos     | dettagli | Atene      | Kleisto Gymnastīrio Agiou Thōma                  | 3ª in Volley League |
| PAOK              | dettagli | Salonicco  | PAOK Sports Arena                                | 2ª in Volley League |
| Pīgasos Polichnīs | dettagli | Polichni   | DAK Polichnīs Alexandros Nikoladīs               | 7ª in Volley League |

## Torneo

### Regular season

#### Risultati
| Prima giornata |                                   |     |                                   |
|                |                                   |     |                                   |
| 28-10          | Panathīnaïkos - Milōn             | 3-0 | 25-22, 25-13, 42-40               |
| 29-10          | Foinikas Syro - Pīgasos Polichnīs | 3-1 | 25-17, 25-13, 15-25, 34-32        |
| 29-10          | Kalamata - Athlos Orestiadas      | 2-3 | 25-21, 21-25, 20-25, 28-26, 12-15 |
| 30-10          | Olympiakos - PAOK                 | 3-0 | 25-23, 25-17, 25-21               |

| Seconda giornata |                                   |     |                                   |
|                  |                                   |     |                                   |
| 04-11            | Pīgasos Polichnīs - Olympiakos    | 0-3 | 22-25, 20-25, 20-25               |
| 04-11            | Kīfisia - Kalamata                | 0-3 | 27-29, 24-26, 22-25               |
| 05-11            | Athlos Orestiadas - Foinikas Syro | 3-2 | 25-22, 25-21, 18-25, 19-25, 15-10 |
| 06-11            | PAOK - Panathīnaïkos              | 2-3 | 22-25, 25-23, 16-25, 29-27, 10-15 |

| Terza giornata |                                   |     |                            |
|                |                                   |     |                            |
| 11-11          | Milōn - PAOK                      | 3-1 | 25-17, 25-19, 25-17        |
| 11-11          | Panathīnaïkos - Pīgasos Polichnīs | 3-0 | 25-17, 25-19, 25-17        |
| 12-11          | Foinikas Syro - Kīfisia           | 3-0 | 25-23, 25-22, 25-21        |
| 15-11          | Olympiakos - Athlos Orestiadas    | 3-1 | 25-19, 25-12, 23-25, 25-23 |

| Quarta giornata |                                   |     |                                   |
|                 |                                   |     |                                   |
| 18-11           | Kīfisia - Olympiakos              | 1-3 | 20-25, 25-16, 22-25, 28-30        |
| 18-11           | Pīgasos Polichnīs - Milōn         | 3-0 | 25-20, 25-18, 25-17               |
| 18-11           | Athlos Orestiadas - Panathīnaïkos | 1-3 | 21-25, 22-25, 25-20, 21-25        |
| 20-11           | Kalamata - Foinikas Syro          | 3-2 | 29-27, 13-25, 22-25, 25-23, 15-11 |

| Quinta giornata |                           |     |                     |
|                 |                           |     |                     |
| 25-11           | Olympiakos - Kalamata     | 3-0 | 25-16, 32-30, 25-22 |
| 25-11           | Milōn - Athlos Orestiadas | 3-0 | 25-12, 25-19, 25-12 |
| 26-11           | Panathīnaïkos - Kīfisia   | 3-0 | 25-19, 25-15, 25-23 |
| 26-11           | PAOK - Pīgasos Polichnīs  | 3-0 | 25-19, 25-19, 25-12 |

| Sesta giornata |                            |     |                            |
|                |                            |     |                            |
| 02-12          | Kalamata - Panathīnaïkos   | 0-3 | 20-25, 21-25, 18-25        |
| 02-12          | Foinikas Syro - Olympiakos | 1-3 | 15-25, 25-19, 16-25, 20-25 |
| 03-12          | Athlos Orestiadas - PAOK   | 0-3 | 23-25, 18-25, 24-26        |
| 04-12          | Kīfisia - Milōn            | 1-3 | 26-24, 19-25, 20-25, 18-25 |

| Settima giornata |                                       |     |                                   |
|                  |                                       |     |                                   |
| 09-12            | Panathīnaïkos - Foinikas Syro         | 3-0 | 25-14, 25-19, 25-21               |
| 10-12            | PAOK - Kīfisia                        | 3-0 | 25-13, 25-18, 25-22               |
| 10-12            | Milōn - Kalamata                      | 3-1 | 25-16, 25-22, 23-25, 25-19        |
| 11-12            | Pīgasos Polichnīs - Athlos Orestiadas | 2-3 | 26-28, 25-11, 25-20, 17-25, 10-15 |

| Ottava giornata |                             |     |                            |
|                 |                             |     |                            |
| 16-12           | Kalamata - PAOK             | 1-3 | 17-25, 22-25, 28-26, 18-25 |
| 16-12           | Olympiakos - Panathīnaïkos  | 3-1 | 25-21, 31-33, 25-22, 25-20 |
| 17-12           | Kīfisia - Pīgasos Polichnīs | 3-0 | 25-16, 25-21, 25-20        |
| 21-02           | Foinikas Syro - Milōn       | 0-3 | 19-25, 21-25, 25-27        |

| Nona giornata |                              |     |                                   |
|               |                              |     |                                   |
| 22-12         | Pīgasos Polichnīs - Kalamata | 3-0 | 25-20, 25-23, 25-23               |
| 23-12         | Athlos Orestiadas - Kīfisia  | 2-3 | 25-17, 25-18, 15-25, 23-25, 13-15 |
| 23-12         | PAOK - Foinikas Syro         | 3-0 | 25-23, 25-17, 25-19               |
| 23-12         | Milōn - Olympiakos           | 3-0 | 25-17, 25-18, 25-21               |

| Decima giornata |                                   |     |                                   |
|                 |                                   |     |                                   |
| 06-01           | Milōn - Panathīnaïkos             | 0-3 | 21-25, 19-25, 22-25               |
| 07-01           | Athlos Orestiadas - Kalamata      | 2-3 | 25-19, 24-26, 16-25, 25-23, 13-15 |
| 08-01           | PAOK - Olympiakos                 | 1-3 | 21-25, 25-22, 24-26, 23-25        |
| 08-01           | Pīgasos Polichnīs - Foinikas Syro | 3-1 | 35-33, 25-23, 16-25, 26-24        |

| Undicesima giornata |                                   |     |                            |
|                     |                                   |     |                            |
| 13-01               | Olympiakos - Pīgasos Polichnīs    | 3-1 | 21-25, 25-15, 25-18, 25-14 |
| 14-01               | Foinikas Syro - Athlos Orestiadas | 1-3 | 20-25, 22-25, 25-23, 20-25 |
| 14-01               | Panathīnaïkos - PAOK              | 3-0 | 28-26, 25-23, 25-19        |
| 15-01               | Kalamata - Kīfisia                | 1-3 | 17-25, 25-18, 21-25, 20-25 |

| Dodicesima giornata |                                   |     |                     |
|                     |                                   |     |                     |
| 20-01               | Athlos Orestiadas - Olympiakos    | 0-3 | 22-25, 18-25, 19-25 |
| 21-01               | Kīfisia - Foinikas Syro           | 3-0 | 25-14, 25-19, 25-20 |
| 21-01               | PAOK - Milōn                      | 3-0 | 25-20, 25-17, 25-21 |
| 22-01               | Pīgasos Polichnīs - Panathīnaïkos | 0-3 | 19-25, 20-25, 16-25 |

| Tredicesima giornata |                                   |     |                                   |
|                      |                                   |     |                                   |
| 27-01                | Olympiakos - Kīfisia              | 3-1 | 25-13, 22-25, 25-15, 25-21        |
| 27-01                | Milōn - Pīgasos Polichnīs         | 3-0 | 25-19, 25-23, 25-23               |
| 27-01                | Panathīnaïkos - Athlos Orestiadas | 3-0 | 25-17, 25-20, 25-17               |
| 28-01                | Foinikas Syro - Kalamata          | 3-2 | 21-25, 23-25, 25-19, 25-23, 16-14 |

| Quattordicesima giornata |                           |     |                            |
|                          |                           |     |                            |
| 03-02                    | Kalamata - Olympiakos     | 1-3 | 25-23, 17-25, 13-25, 23-25 |
| 03-02                    | Pīgasos Polichnīs - PAOK  | 0-3 | 23-25, 17-25, 21-25        |
| 03-02                    | Kīfisia - Panathīnaïkos   | 0-3 | 25-27, 22-25, 13-25        |
| 04-02                    | Athlos Orestiadas - Milōn | 0-3 | 23-25, 20-25, 23-25        |

| Quindicesima giornata |                            |     |                            |
|                       |                            |     |                            |
| 11-02                 | Olympiakos - Foinikas Syro | 3-0 | 25-19, 25-23, 25-17        |
| 11-02                 | Panathīnaïkos - Kalamata   | 3-0 | 25-22, 25-22, 25-16        |
| 11-02                 | Milōn - Kīfisia            | 3-0 | 25-19, 25-15, 25-23        |
| 12-02                 | PAOK - Athlos Orestiadas   | 3-1 | 25-27, 25-23, 25-21, 28-26 |

| Sedicesima giornata |                                       |     |                                   |
|                     |                                       |     |                                   |
| 17-02               | Kalamata - Milōn                      | 0-3 | 25-27, 23-25, 17-25               |
| 18-02               | Foinikas Syro - Panathīnaïkos         | 0-3 | 15-25, 22-25, 22-25               |
| 18-02               | Athlos Orestiadas - Pīgasos Polichnīs | 2-3 | 22-25, 22-25, 25-14, 25-20, 9-15  |
| 19-02               | Kīfisia - PAOK                        | 2-3 | 25-21, 25-22, 20-25, 14-25, 10-15 |

| Diciassettesima giornata |                             |     |                                   |
|                          |                             |     |                                   |
| 24-02                    | PAOK - Kalamata             | 3-0 | 25-16, 25-13, 25-19               |
| 24-02                    | Panathīnaïkos - Olympiakos  | 3-1 | 25-19, 23-25, 26-24, 25-23        |
| 25-02                    | Pīgasos Polichnīs - Kīfisia | 2-3 | 25-19, 24-26, 28-26, 23-25, 11-15 |
| 26-02                    | Milōn - Foinikas Syro       | 3-1 | 25-21, 21-25, 25-16, 25-19        |

| Diciottesima giornata |                              |     |                                   |
|                       |                              |     |                                   |
| 02-03                 | Kīfisia - Athlos Orestiadas  | 3-2 | 30-28, 22-25, 25-23, 26-28, 15-12 |
| 02-03                 | Kalamata - Pīgasos Polichnīs | 3-0 | 25-14, 25-19, 25-22               |
| 02-03                 | Foinikas Syro - PAOK         | 0-3 | 20-25, 17-25, 22-25               |
| 02-03                 | Olympiakos - Milōn           | 3-2 | 15-25, 19-25, 25-13, 25-14, 17-15 |

#### Classifica
| Pos. | Squadra           | Pt | G  | V  | P  | SV | SP | Ratio | PF    | PS    | Ratio |
| ---- | ----------------- | -- | -- | -- | -- | -- | -- | ----- | ----- | ----- | ----- |
| 1.   | Panathīnaïkos     | 44 | 16 | 15 | 1  | 46 | 7  | 6,570 | 1 327 | 1 104 | 1,202 |
| 2.   | Olympiakos        | 41 | 16 | 14 | 2  | 43 | 16 | 2,690 | 1 413 | 1 238 | 1,141 |
| 3.   | Milōn             | 34 | 16 | 11 | 5  | 35 | 19 | 1,840 | 1 257 | 1 165 | 1,079 |
| 4.   | PAOK              | 33 | 16 | 11 | 5  | 37 | 19 | 1,950 | 1 321 | 1 188 | 1,112 |
| 5.   | Kīfisia           | 16 | 16 | 6  | 10 | 23 | 37 | 0,620 | 1 284 | 1 378 | 0,932 |
| 6.   | Athlos Orestiadas | 13 | 16 | 4  | 12 | 23 | 43 | 0,530 | 1 386 | 1 496 | 0,926 |
| 7.   | Pīgasos Polichnīs | 13 | 16 | 4  | 12 | 18 | 39 | 0,460 | 1 182 | 1 334 | 0,886 |
| 8.   | Kalamata          | 12 | 16 | 4  | 12 | 20 | 40 | 0,500 | 1 273 | 1 413 | 0,901 |
| 9.   | Foinikas Syro     | 10 | 16 | 3  | 13 | 17 | 42 | 0,400 | 1 255 | 1 382 | 0,908 |

      Qualificata ai play-off scudetto.
      Qualificata ai play-off 5º posto.
      Qualificata ai play-out.

### Play-off scudetto

#### Tabellone
|  | Semifinali | Semifinali    | Semifinali | Semifinali | Semifinali | Semifinali | Semifinali |   |               | Finale | Finale | Finale | Finale | Finale | Finale | Finale |  |
|  |            |               |            |            |            |            |            |   |               |        |        |        |        |        |        |        |  |
|  | 1          | Panathīnaïkos | 3          | 3          | 1          | 3          |            |   |               |        |        |        |        |        |        |        |  |
|  | 1          | Panathīnaïkos | 3          | 3          | 1          | 3          |            |   |               |        |        |        |        |        |        |        |  |
|  | 4          | PAOK          | 1          | 1          | 3          | 1          |            |   |               |        |        |        |        |        |        |        |  |
|  | 4          | PAOK          | 1          | 1          | 3          | 1          |            | 1 | Panathīnaïkos | 0      | 0      | 3      | 2      |        |        |        |  |
|  |            |               |            |            |            |            |            | 1 | Panathīnaïkos | 0      | 0      | 3      | 2      |        |        |        |  |
|  |            |               | 2          | Olympiakos | 3          | 3          | 2          | 3 |               |        |        |        |        |        |        |        |  |
|  | 2          | Olympiakos    | 2          | Olympiakos | 3          | 3          | 2          | 3 | 3             | 0      | 3      | 0      | 3      |        |        |        |  |
|  | 2          | Olympiakos    |            |            |            |            |            |   |               |        |        | 0      | 3      |        |        |        |  |
|  | 3          | Milōn         | 0          | 3          | 1          | 3          | 0          |   |               |        |        |        |        |        |        |        |  |

#### Risultati

##### Semifinali
| Gara 1 |                      |     |                            |
|        |                      |     |                            |
| 11-03  | Olympiakos - Milōn   | 3-0 | 25-22, 25-22, 25-21        |
| 11-03  | Panathīnaïkos - PAOK | 3-1 | 23-25, 25-19, 31-29, 25-23 |

| Gara 2 |                      |     |                            |
|        |                      |     |                            |
| 14-03  | PAOK - Panathīnaïkos | 1-3 | 21-25, 25-22, 18-25, 21-25 |
| 14-03  | Milōn - Olympiakos   | 3-0 | 25-23, 25-21, 25-21        |

| Gara 3 |                      |     |                            |
|        |                      |     |                            |
| 18-03  | Olympiakos - Milōn   | 3-1 | 25-18, 25-19, 20-25, 25-17 |
| 18-03  | Panathīnaïkos - PAOK | 1-3 | 16-25, 21-25, 25-20, 18-25 |

| Gara 4 |                      |     |                            |
|        |                      |     |                            |
| 21-03  | PAOK - Panathīnaïkos | 1-3 | 21-25, 23-25, 25-18, 19-25 |
| 21-03  | Milōn - Olympiakos   | 3-0 | 25-22, 25-23, 25-21        |

| \| Gara 5 \| \| \| \| \| \| \| \| \| \| 25-03 \| Olympiakos - Milōn \| 3-0 \| 25-18, 25-18, 25-19 \| |                    |     |                     |
| Gara 5                                                                                               |                    |     |                     |
| |                    |     |                     |
| 25-03                                                                                                | Olympiakos - Milōn | 3-0 | 25-18, 25-18, 25-19 |

##### Finale
| Gara 1 |                            |     |                     |
|        |                            |     |                     |
| 11-04  | Panathīnaïkos - Olympiakos | 0-3 | 23-25, 30-32, 17-25 |

| Gara 2 |                            |     |                     |
|        |                            |     |                     |
| 15-04  | Olympiakos - Panathīnaïkos | 3-0 | 25-17, 25-16, 26-24 |

| Gara 3 |                            |     |                                   |
|        |                            |     |                                   |
| 18-04  | Panathīnaïkos - Olympiakos | 3-2 | 25-15, 21-25, 20-25, 25-20, 19-17 |

| Gara 4 |                            |     |                                   |
|        |                            |     |                                   |
| 22-04  | Olympiakos - Panathīnaïkos | 3-2 | 25-17, 25-19, 20-25, 21-25, 15-12 |

### Finale 5º posto

#### Risultati
| Prima giornata |                             |     |                     |
|                |                             |     |                     |
| 10-03          | Athlos Orestiadas - Kīfisia | 3-0 | 25-18, 25-14, 25-23 |

| Seconda giornata |                             |     |                     |
|                  |                             |     |                     |
| 16-03            | Kīfisia - Pīgasos Polichnīs | 3-0 | 29-27, 25-18, 25-23 |

| Terza giornata |                                       |     |                            |
|                |                                       |     |                            |
| 24-03          | Pīgasos Polichnīs - Athlos Orestiadas | 3-1 | 19-25, 25-23, 25-17, 25-20 |

| Quarta giornata |                             |     |                            |
|                 |                             |     |                            |
| 31-03           | Kīfisia - Athlos Orestiadas | 3-1 | 25-23, 22-25, 25-16, 25-17 |

| Quinta giornata |                             |     |                            |
|                 |                             |     |                            |
| 06-04           | Pīgasos Polichnīs - Kīfisia | 3-1 | 25-21, 25-19, 24-26, 25-18 |

| Sesta giornata |                                       |     |                                   |
|                |                                       |     |                                   |
| 13-04          | Athlos Orestiadas - Pīgasos Polichnīs | 2-3 | 27-25, 20-25, 19-25, 27-25, 19-21 |

#### Classifica
| Pos. | Squadra           | Pt tot | Pt rs | Pt po | G | V | P | SV | SP | Ratio | PF  | PS  | Ratio |
| ---- | ----------------- | ------ | ----- | ----- | - | - | - | -- | -- | ----- | --- | --- | ----- |
| 5.   | Kīfisia           | 22     | 16    | 6     | 4 | 2 | 2 | 7  | 7  | 1,000 | 315 | 323 | 0,975 |
| 6.   | Pīgasos Polichnīs | 21     | 13    | 8     | 4 | 3 | 1 | 9  | 7  | 1,290 | 382 | 360 | 1,061 |
| 7.   | Athlos Orestiadas | 17     | 13    | 4     | 4 | 1 | 3 | 7  | 9  | 0,780 | 353 | 367 | 0,962 |

### Play-out

#### Risultati
| Prima giornata |                          |     |                                  |
|                |                          |     |                                  |
| 10-03          | Kalamata - Foinikas Syro | 2-3 | 18-25, 19-25, 25-23, 25-19, 5-15 |

| Seconda giornata |                          |     |                            |
|                  |                          |     |                            |
| 16-03            | Foinikas Syro - Kalamata | 3-1 | 25-16, 19-25, 25-17, 25-23 |

| Terza giornata |                          |     |                            |
|                |                          |     |                            |
| 24-03          | Kalamata - Foinikas Syro | 1-3 | 21-25, 25-23, 26-28, 23-25 |

## Premi individuali
| Premio                | Nome                  | Squadra       |
| --------------------- | --------------------- | ------------- |
| MVP                   | Mitar Đurić           | Olympiakos    |
| Miglior palleggiatore | Dragan Travica        | Olympiakos    |
| Miglior opposto       | Tonček Štern          | Olympiakos    |
| Miglior schiacciatore | Salvador Hidalgo      | Olympiakos    |
| Miglior schiacciatore | Pedro Molina          | Milōn         |
| Miglior centrale      | Mitar Đurić           | Olympiakos    |
| Miglior centrale      | Thodōrīs Voulkidīs    | Panathīnaïkos |
| Miglior libero        | Aristeidīs Chandrinos | Milōn         |
| Rising star           | Dīmītrīs Theodosīs    | Milōn         |
| Miglior allenatore    | Daniel Castellani     | Olympiakos    |

## Classifica finale
| Pos | Squadra           | Qualificazione           |
| --- | ----------------- | ------------------------ |
|     | Olympiakos        | Champions League 2024-25 |
| 2   | Panathīnaïkos     | Challenge Cup 2024-25    |
| 3   | Milōn             | Coppa CEV 2024-25        |
| 4   | PAOK              | Coppa CEV 2024-25        |
| 5   | Kīfisia           | Challenge Cup 2024-25    |
| 6   | Pīgasos Polichnīs | BVA Cup 2024             |
| 7   | Athlos Orestiadas |                          |
| 8   | Foinikas Syro     |                          |
| 9   | Kalamata          | Pre League 2024-25       |

## Statistiche
| Rendimento individuale | Rendimento individuale | Rendimento individuale | Rendimento individuale |
| Pos.                   | Nome                   | Punti                  | Squadra                |
| ---------------------- | ---------------------- | ---------------------- | ---------------------- |
| 1                      | Fernando Hernández     | 427                    | Panathīnaïkos          |
| 2                      | Rodrigo Ocampo         | 338                    | Kalamata               |
| 3                      | Salvador Hidalgo       | 327                    | Olympiakos             |
| 4                      | Mohammadreza Beik      | 320                    | Athlos Orestiadas      |
| 5                      | Tonček Štern           | 302                    | Olympiakos             |
| 6                      | Renan Buiatti          | 288                    | Athlos Orestiadas      |
| 7                      | Anastasios Aspiōtīs    | 279                    | Foinikas Syro          |
| 8                      | Bram Van den Dries     | 263                    | PAOK                   |
| 9                      | Pedro Molina           | 258                    | Milōn                  |
| 10                     | Maarten van Garderen   | 257                    | PAOK                   |

| Attacchi vincenti | Attacchi vincenti    | Attacchi vincenti | Attacchi vincenti |
| Pos.              | Nome                 | Punti             | Squadra           |
| ----------------- | -------------------- | ----------------- | ----------------- |
| 1                 | Fernando Hernández   | 371               | Panathīnaïkos     |
| 2                 | Rodrigo Ocampo       | 295               | Kalamata          |
| 3                 | Tonček Štern         | 256               | Olympiakos        |
| 4                 | Anastasios Aspiōtīs  | 249               | Foinikas Syro     |
| 5                 | Salvador Hidalgo     | 244               | Olympiakos        |
| 5                 | Renan Buiatti        | 244               | Athlos Orestiadas |
| 7                 | Mohammadreza Beik    | 243               | Athlos Orestiadas |
| 8                 | Maarten van Garderen | 221               | PAOK              |
| 9                 | Bram Van den Dries   | 216               | PAOK              |
| 10                | Ricardo do Rego      | 214               | Kīfisia           |

| Muri vincenti | Muri vincenti       | Muri vincenti | Muri vincenti     |
| Pos.          | Nome                | Punti         | Squadra           |
| ------------- | ------------------- | ------------- | ----------------- |
| 1             | Gustavo Bryan       | 56            | Foinikas Syro     |
| 2             | Gustavo Bonatto     | 51            | Olympiakos        |
| 3             | Mitar Đurić         | 47            | Olympiakos        |
| 4             | Mohammadreza Beik   | 46            | Athlos Orestiadas |
| 5             | Apostolos Armenakīs | 44            | Pīgasos Polichnīs |
| 6             | Eduardo Ramos       | 40            | Athlos Orestiadas |
| 7             | Thodōrīs Voulkidīs  | 34            | Panathīnaïkos     |
| 7             | Nikos Christofas    | 34            | Kalamata          |
| 9             | Antōnīs Spīliōtīs   | 32            | Kīfisia           |
| 9             | Dragan Travica      | 32            | Olympiakos        |

| Battute vincenti | Battute vincenti        | Battute vincenti | Battute vincenti  |
| Pos.             | Nome                    | Punti            | Squadra           |
| ---------------- | ----------------------- | ---------------- | ----------------- |
| 1                | Salvador Hidalgo        | 58               | Olympiakos        |
| 2                | Pedro Molina            | 37               | Milōn             |
| 3                | Luke Herr               | 35               | Milōn             |
| 4                | Achilleas Mpasīs        | 33               | Milōn             |
| 5                | Mohammadreza Beik       | 32               | Athlos Orestiadas |
| 5                | Thodōrīs Voulkidīs      | 32               | Panathīnaïkos     |
| 5                | Fernando Hernández      | 32               | Panathīnaïkos     |
| 8                | Athanasios Prōtopsaltīs | 27               | Panathīnaïkos     |
| 9                | Tonček Štern            | 26               | Olympiakos        |
| 10               | Mitar Đurić             | 25               | Olympiakos        |